# 47 (tal)
47 (fyrtiosju) är det naturliga talet som följer 46 och som följs av 48. Det är det nionde lucastalet.

## Inom matematiken
- 47 är ett udda tal.
- 47 är ett primtal
- 47 är ett Caroltal
- 47 är ett extraordinärt tal
- 47 är ett Keithtal
- 47 är ett Thabittal
- 47 är ett aritmetiskt tal
- 47 är ett Ulamtal.

## Speciellt tal
En del anser att talet 47 uppkommer oftare än andra tal. På webbplatsen The 47 society finns teorier och annat om just talet 47. Även en svensk variant av detta sällskap finns på webbplatsen 47.se

## Inom vetenskapen
- Silver, atomnummer 47
- 47 Aglaja, en asteroid
- Messier 47, öppen stjärnhop i Akterskeppet, Messiers katalog

## Kuriosa
Talet 47 förekommer osedvanligt ofta i tv-serien Star Trek (framför allt spinoffserierna TNG och Voyager). Till exempel anges ofta antalet skadade till 347 eller avståndet till 4,7 ljusår. Orsaken sägs vara att en av producenterna hade en fysikprofessor som på skoj bevisade att alla siffror var lika med 47. Talet har även förekommit ofta i tv-serierna Alias och Lost. 47 är också namnet på huvudpersonen i datorspelserien Hitman.